# Байназаров, Галым Байназарович
Галы́м Байназа́рович Байназа́ров (каз. Ғалым Байназарұлы Байназаров; 17 сентября 1944) — казахстанский финансист, банкир, экономист, первый председатель Национального банка Республики Казахстан.

## Биография
Родился 17 сентября 1944 года в совхозе имени XXI партсъезда Джангильдинского района Тургайской области. Происходит из племени аргын.
в 1969 году окончил Алма-Атинский институт народного хозяйства по специальности «экономист».
В 1961 году работал помощником чабана.
1969—1976 — кредитный инспектор, управляющий Тургайским отделением Государственного банка.
1976—1985 годы — начальник Аркалыкского городского управления Тургайской областной конторы Госбанка.
С 1985 по 1987 годы — заместитель начальника, начальник управления Казахской республиканской конторы Госбанка СССР.
С 1987 по 1992 годы — первый заместитель председателя Казагропромбанка.
С января 1992 года по декабря 1993 года — председатель правления Национального банка Республики Казахстан. Принял непосредственное участие в введении национальной валюты Казахстана тенге.
С 1994 по 1995 годы — советник Премьер-министра Республики Казахстан.
С 1995 по 1996 годы работал консультантом отдела экономической политики Администрации Президента Республики Казахстан.
С 1996 по 1998 годы — директор департамента иностранных инвестиций «Казпочтабанка».
С 1997 по 1998 годы — генеральный директор финансово-инвестиционной компании «АТРЕМ»
С 1998 по 2002 годы — председатель Союза страховщиков Казахстана.
С 1999 по 2002 годы — президент ЗАО «Народный накопительный фонд»
C 6 января 2002 года — депутат Мажилиса Парламента Республики Казахстан 2-го созыва, член Комитета по экономической реформе и региональному развитию.

## Награды
- 2021 (2 декабря) — Орден «Барыс» ІІІ степени;[3]

## Примечание
1. ↑  Архивированная копия. Дата обращения: 20 ноября 2018. Архивировано 22 декабря 2018 года.
2. ↑  Откуда взялась нацвалюта и как строилась банковская система. Дата обращения: 5 июля 2012. Архивировано 4 марта 2016 года.
3. ↑  Указ президента РК от 2 декабр 2021 года О награждении государственными наградами  Республики Казахстан. Дата обращения: 13 декабря 2021. Архивировано 13 декабря 2021 года.